# Ye Htet Aung
Ye Htet Aung (* 12. Juli 1997) ist ein myanmarischer Leichtathlet, der sich auf den Hammerwurf spezialisiert hat und momentan Inhaber des Landesrekordes in dieser Disziplin ist.

## Karriere
Erste internationale Erfahrungen sammelte Ye Htet Aung im Jahr 2015, als er bei den Südostasienspielen in Singapur mit einer Weite von 50,31 m den sechsten Platz belegte. Zwei Jahre darauf wurde er bei den Südostasienspielen in Kuala Lumpur mit 49,80 m Fünfter und 2019 gewann er bei den Südostasienspielen in Capas mit neuem Landesrekord von 58,88 m die Bronzemedaille hinter dem Thailänder Kittipong Boonmawan und Jackie Wong Siew Cheer aus Malaysia. 2023 wurde er bei den Südostasienspielen in Phnom Penh mit 57,49 m Vierter.
2019 wurde Ye Htet Aung myanmarischer Meister im Hammerwurf.